# Areca whitfordii
Areca whitfordii är en enhjärtbladig växtart som beskrevs av Odoardo Beccari. Areca whitfordii ingår i släktet Areca och familjen Arecaceae. Inga underarter finns listade i Catalogue of Life.